# أريحا (إدلب)
مدينة في سوريا

## أريحا
مدينة سورية تتبع منطقة أريحا في محافظة إدلب في شمال غرب سوريا، تحدها من الشمال مدينة إدلب، ومن الغرب مدينة جسر الشغور، ومن الجنوب مدينة معرة النعمان. تبعد مدينة أريحا عن محافظة حلب ما يقرب 75 كيلومتر. بلغ عدد سكانها 39,501 نسمة في عام 2004 حسب إحصاء المكتب المركزي للإحصاء. عرفت بأهميتها من القدم ذكرت في الكثير من المخطوطات الأثرية، يعود تاريخ المدينة إلى أكثر من خمسة آلاف سنة.
وتتقدم المدينة في شتى المجالات العمرانية والخدمية بكافة أنواعها، أريحا مدينة تاريخية وهي موغلة في القدم ذكرت في الكثير من المراجع الأثرية والتاريخية، وعرفت كواحدة من مدن سوريا القديمة، واسم أريحا آرامي سوري قديم يعني الأريج أو رائحة الزهور، ويعد جبل الزاوية المجاور لها من أشهر المناطق بزراعة الكرز والتين والمحلب والعديد من الأشجار المثمرة والمحاصيل الزراعية، التي هي الداعم الأساسي للاقتصاد في أريحا يتبع لأريحا عدد 55 بلدة وقرية وما يزيد على 44 مزرعة وناحية إحسم وناحية محمبل.
تقع أريحا وسط بقعة من أجمل بقاع سورية تحيط بها بساتين الزيتون والكرز والتين والمحلب وتحتل موقعاً استراتيجياً حيث يمر فيها طريق حلب اللاذقية، وهي محطة استراحة للمسافرين لأنها ملتقى الطرق بين اللاذقية حلب وإدلب معرة النعمان وفيها مصيف جبل الأربعين الذي يرتفع عن سطح البحر 900 متر، ويطل مباشرة على سهول إدلب الخضراء، وتعبر مدينة أريحا ذات هواء عليل، ويضم هذا المصيف عدداً من المطاعم السياحية والمنتزهات والفنادق التي تخدم المصطافين، وقد تجمعت المدينة في بداية هذا القرن على شكل مخروط يتقدمها أربع خانات: خان البازار السوق الشيباني القيصرية وتغذيها سبعة قساطل تستجر مياهها من ينابيع العين، تتميز أريحا بكثرة جوامعها وجمال بنيانها وعمرانها، كما تشتهر المدينة بالسياحة العلاجية، ويأتي إليها السياح خصيصا من كل مكان.
وقد قال شاعرها:
أريحا جنة تسمو رباها....وطير الأنس يصدح في سماها

## جبل بني عليم بأريحا
وهو منسوب الى بني عليم بن جناب بن كلب وبرة بن تغلب بن حلوان، نزلوه فعرف بهم، ونسلهم به الى اليوم، وسيأتي في أثناء كتابنا هذا ذكر جماعة منهم ان شاء الله، وهو جبل عال مشرف على جبل السماق، وفي ذيله قرية كبيرة يقال لها ريحا. (١).
وفي رأس الجبل عين ماء في موضع يقال له الكرساني فيه أشجار على العين، من الجوز وغيره، ويشرف ذلك الموضع على جبل السماق وغيره، ويقصد الناس هذا الموضع للنزهة به من حلب وغيرها، وينحدر الماء في هذا الجبل الى أسفله، فيجري في قرية ريحا، وينتفعون به للشرب والحمام، ونفس القرية اذا حفر فيها بئر لا يصلون الى منبع الماء الا بعد مجاوزة ثلاثمائة ذراع، وفي القرية أبنية عظيمة من بناء الروم.
وفي هذا الجبل قبلى الكرساني قرية يقال لها كفر لاثا (كفرلاتا) في شعب من شعابه فيها عين ماء، وتحتها بساتين تشرب منها، وهي من أنزه البقاع تشرف على كورة قنسرين، وكورة حلب، وكان بها حصن منيع استولى عليه طنكري الفرنجي،
وأخذه من نواب رضوان بن تتش في سنة ثمان وتسعين وأربعمائة، ففتحه نور الدين محمود بن زنكي في سنة ست وأربعين وخمسمائة، وخربه.
وفي قرية من هذا الجبل يقال لها نحله مقابر يشاهد الناظر النور عليها ليلا عن بعد، فاذا وصل اليها لا يرى شيئا، وعليها كتابة بالرومية، حكى لي صديقنا بهاء الدين أبو محمد الحسن بن ابراهيم بن الخشاب رحمه الله ان الامير سيف الدين علي بن قلج أمر بأن تنقل تلك الكتابة، ودفعها الى بعض علماء الروم بحلب، فترجمها فكان فيها هذا النور موهبة من الله العظيم لنا، أو ذكر كلاما نحو هذا، وفيه زيادة عليه.
كتاب بغية الطلب في تاريخ حلب ، لابن العديم
ذكر جبل السماق :
وهو جبل يشتمل على جبال وقرى من أنزه البقاع وأعجبها، وأحسن الاماكن وأطيبها، وفيه من الابنية الرومية والآثار والفواكه الحسنة، والثمار ما يتجاوز الوصف، ويسر النفس، ويقر الطرف، ويزرع في أرضه القطاني كلها، والقثاء والحبوب، فتأتي على أكمل ما يكون في الاراضي التي تسقى بالماء، وكذلك أشجاره فانها قدعمت الجبال والبقاع والاودية والتلاع، من التين والعنب، والفستق واللوز والجوز، والتفاح والمشمش والكمثرى، والسماق، وإنما عرف بجبل السماق لكثرته فيه، وسماقه أجود من غيره.
وقراه قرى نزهة عامرة، وفي بعضها ماء نبع وعيون وأكثرها من ماء المطر وفي قراها قرية يقال لها إصطمك فيها مصنع عظيم للماء من بناء الروم، مبني بالحجر الهرقلي على قناطر كثيرة محكمة البناء، وهو من عجائب العمائر.
وقراه قرى نزهة عامرة، وفي بعضها ماء الروم، مبني بالحجر الهرقلي على قناطر كثيرة محكمة البناء، وهو من عجائب العمائر.
والغالب من أهل هذا الجبل أسديون من بني كاهل، ومذاهب عامتهم في زمننا هذا مذهب الإسماعيلية النزارية.
وكان أحمد بن عبد الله بن طاهر بن الحسين أبو الفضل قد قدم الشام، ونزل بجبل السماق، فاستطاب ماءه، واستلذ هواءه، وأعجب به اعجابا كثيرا، ورحل عنه فقال:
يا جبل السماق سقيا لكا ... ما فعل الظبي الذي حلكا
فارقت أطلالك لا أنه ... قلاك قلبي لا ولا ملكا
فأي لذاتك أبكي دما ... ماءك أم ظبيك أم ظلكا
أم نفحات منك تندى إذا ... دمع الندى إثر الدجى بلكا
وفي معجم البلدان لياقوت الحموي ورد عنه أنه :
هو جبل عظيم من أعمال حلب الغربية، يشتمل على مدن كثيرة وقرى وقلاع، عامتها للإسماعيلية الملحدة، وأكثرهم في طاعة صاحب حلب، وفيه بساتين ومزارع كلها عذي، والمياه الجارية به قليلة إلا ما كان من عيون ليست بالكثيرة في مواضع مخصوصة، ولذلك تنبت فيه جميع أشجار الفواكه وغيرها حتى المشمش والقطن والسمسم وغير ذلك، وقيل: إنه سمي بذلك لكثرة ما ينبت فيه من السماق، وقد ذكره شاعر حلبي عصري يقال له عيسى بن سعدان ولم أدركه فقال:
وليلة بتّ مسروق الكرى أرقا، ... ولهان أجمع بين البرء والخبل
حتى إذا نار ليلى نام موقدها، ... وأنكر الكلب أهليه من الوهل
طرقتها ونجوم الليل مطرقة، ... وحلت عنها، وصبغ الليل لم يحل
عهدي بها في رواق الصبح لامعة، ... تلوي ضفائر ذاك الفاحم الرّجل
وقولها وشعاع الشمس منخرط: ... حيّيت يا جبل السمّاق من جبل
يا حبّذا التّلعات الخضر من حلب ... وحبّذا طلل بالسفح من طلل
يا ساكني البلد الأقصى عسى نفس، ... من سفح جوشن، يطفي لاعج الغلل
طال المقام، فوا شوقا إلى وطن ... بين الأحصّ وبين الصّحصح الرّمل

## الطبيعة والتضاريس
تعد أريحا واحدة من أجمل المدن السورية بطبيعتها الساحرة، فهي ملتقى الطرق بين اللاذقية وحلب، وتتمتع أيضا بمظاهر طبيعية خلابة من أشجار وجبال فهي تقع بين أحضان جبل الأربعين المعروف بأهميته مما يجعلها محطة وفود السياح والمسافرين منذ العصور القديمة للراحة والتمتع بطبيعتها الخلابة الرائعة وهوائها العليل، وبساتين الفاكهة وينابيع المياه، وتشتهر بزراعة الكرز والزيتون والتين، إذ أنها تعتبر منبع التين في سوريا. أريحا مدينة يتبع لها 55 قرية وما يزيد على 45 مزرعة وناحيتين على امتداد كبير من محافظة إدلب الخضراء. ولعل أشهر ما يغني طبيعة أريحا ارتفاع جبلها عن سطح البحر ما يقرب من ٩٦٠ م مما يجعل من هواءه لطيفا في الصيف وذو نسمات عبقة..هذا المرتفع الذي يصفه اطباء من حلب والمدن المجاورة لمرضى كثر ممن يحتاجون إلى هواء نقى خال من التلوث..كما وان هذا الجبل المرتفع المطل على جبال تركيا وطوروس وجبل الأقرع جعله قلعة حصينة ومركزا هاما جدا في طريق أنطاكية وحلب واللاذقية وغيرها ومما يعرف عنه وجود كثير من المغارات بداخله المطلة على الشمال من جهة تركيا وقد كان ملجأ للثوار ضد الفرنسيين وحصنهم المنيع وكثيرا ما كان للتعبد .
ان السهل الذي بسفحه وتتربع على أركانه أريحا جعلها أيضا طريقا وممرا للعبور مما يلي الساحل السوري ومدن حلب والداخل،
ذكر بعض الزائرين لاريحا عن جمال فقال :
١٦٧١ -الاب الإيطالي وانسلبن..لدى وصوله إليها أنها قرية جميلة شهيرة بمياهها العذبة وسوق الأقمشة القطنية الذي يقام كل يوم سبت وخميس
١٠٨٢ هجري،١٦٧١ م ، جلبي - هو أعظم الرحالة الأتراك قال : فيها كروم وورود ومزارع ورد مما ينعش الإنسان وحتى المريض منهم وتسعة مساجد وجامعان وحمام وخانان وسبعون دكانا واغلب سكانها فلاحون ومن مزاراتها مزار الشيخ أحمد شيباني وفي الطرف الغربي يقع الشيخ يوسف وفي شمالها مزار الشيخ قاصف وفي قلب البلدة مزار الشيخ محمد غازي

## الموقع الجغرافي
تقع مدينة أريحا في سفح جبل الأربعين الشمالي أو جبل السماق بحيث يكون الجبل في جنوبها ..ومن الشرق قرى معربليت ومعرطبعي ومجدليا وطريق سراقب ومن الشمال قرى نحليا وكفر نجد ومن الغرب أورم الجوز وقرى جبل الزاوية 

## السياحة
السياحة في أريحا (سوريا) لها أصول، ومعروفة كمصيف سوري منذ زمن بعيد كمصيف ومقصد سياحي، واشتهرت أريحا كواحد من المصايف السورية التقليدية العريقة لما تتمتع به من جمال الطبيعة والآثار الهامة، وموقع جبل الأربعين المعروف بمغارته التاريخية الشهيرة، وجوها النقي المعتدل وانتشار أماكن النزهة وينابيع المياة العذبة ويوجد العديد من المنتزهات والاستراحات وعشرات المقاصد للسياحة التاريخية والثقافية حيث المنطقة مليئة بالمواقع الأثرية إضافة للطبيعة الخلابة

## تاريخ أريحا القديم
ورد اسم أريحا في نص كتابي على مدفن في كونكورديا في شمال ايطاليا باللغة اليونانية باسم مغارة ريحون وهو الاسم الكامل لقرية المغارة الأثرية وسيرد اسمها عند جلبي ريحي وطالما أن هذه القرية تعود للعهد السلوقي( ٣١٢-٦٥ )ق.م واسمها مرتبط باريحا فهذا يؤكد على قدمها وأهميتها الاقتصادية والإدارية وفي العهد البيزنطي( ٣٣٠ -٦٣٧) م نشطت الحياة الدينية على يد الرهبان الذين أقاموا صوامعهم في جبل الأربعين حيث كانت ريحا اهم المراكز الدينية لهم وهناك قبور محفورة بالصخور تعود العهد الروماني وكل ذلك على وجود صلبان على القبور كما وجدت عدت مدافن فيها مما يؤكد ذاك (مغر رمضان) الواقعة إلى الشرق من ريحا ٣ كم، هذه القبور المنحوتة بالصخر
المدفن الأول ٣٨٦ م بدأ باسيوس بناء المدفن ل ثيوسيبس وزوجته مع اولادهما حيث اكمل المعماري سكندنوس بناءه
المدفن الثاني يقع للشرق من الاول منحوت برواق مقوس وفيه كتابة شبيهة بكتابة المدفن الأول فوق المدخل الغربي
المدفن الثالث ايضا في الصخر وارتفاع الأحرف ١٣ سم وفي عام ١٩١١ تم اكتشاف أحد القبور في أريحا ويظن أنه قبر أسقف فيه قطعتين من الفضة كأس وصينية
```
... 
الرحالة في محافظة إدلب، فايز قوصرة (١٩٨٨). 
مطبعة الشرق -حلب
 (ط. ١). مطبعة الشرق. ج.
 
٢. ص.
 
٢١.
```

## أريحا زمن الفتح الإسلامي وبعده
أصبحت أريحا من أعمال قنسرين التي أولاها معاوية بن أبي سفيان وفي زمن الأيوبيين كانت تابعة لحلب كما ذكر الرحالة شيخ الربوة المتوفى ٧٢٧ هجرية ، وفي أواخر العهد المملوكي أصبحت من عمل قنسرين ثانية إلى أن قدم السلطان سليم الأول إلى ادلب ١٥١٦ م حيث سلمت له مفاتيح مدينة أريحا حيث جعل بعدها من مملكة حلب ولاية ووضع فيها الوزير كمال جلبي افندي وحصل الوزير من مخالفي القانون في أريحا والبلدان المجاورة بما فيها أنطاكية على ٧٠ ألف غروش و٥ آلاف اقجة وفي أوائل القرن السابع عشر قسمت ولاية حلب إلى اقضية وأصبحت ريحا مركز قضاء باسمها... [9] الرحالة في محافظة إدلب، فايز قوصرة (١٩٨٨). مطبعة الشرق -حلب (ط. ١). مطبعة الشرق. ج. ٢. ص. ٢٨.
قال ياقوت الحموي في وصف أريحا: «أريحا بلدة من نواحي حلب أنزه بلاد الله وأطيبها، ذات بساتين وأشجار وليس في نواحي حلب أنزه منها».
تعد أريحا من المدن التاريخية السورية الموغلة في القدم، وقد كانت المدينة القديمة قائمة على تل أثري بجوار المدينة الحالية ابتدأت الحياة في المدينة قبل خمسة آلاف عام في آلاف الثالث قبل الميلاد، وفي العهدين الروماني والبيزنطي من 64 ق م كانت أريحا مركزاً دينيا هاماً وتتبع لأنطاكية، ووصلت المدينة إلى أوج ازدهارها ما بين 240 و 350 م، فتحها عمر بن العاص عام 637م وألحقت بجند قنسرين وفي العهد الأيوبي ألحقت ب حلب وثم مرة أخرى ب قنسرين.
إذا تجولت في شوارع أريحا القديمة فإنك بلا شك تكون قد دخلت التاريخ وستشاهد حاراتها الموغَلة بالقدم بقناطرها وممراتها ومبانيها، آثار تعود للحقبة الرومانية والبيزنطية وآثار لحقب تاريخية متلاحقة على المدينة وزواياها الأثرية لبداية العهد الإسلامي ومساجدها التاريخية. عام 1516 م تسلم السلطان سليم الأول مفاتيح أريحا (سوريا) وأتبعت أيامها لمدينة جسر الشغور وفي عام 1809 م أصبحت آغوية مستقلة مرتبطة بالباب العالي.
مدينة أريحا في إدلب من المدن التاريخية الهامة في شمال سوريا، كانت بيوتها محفورة تحت الأرض في العصر الروماني، ويحيط بها سور ضخم يحوي 16 باب، فيها العديد من الآثار التاريخية التي تعود للعهد البيزنطي والروماني من المباني والمدافن والخزانات والقنوات المائية الرومانية وآثار تعود لفترات زمنية مختلفة.
ذكر الأستاذ فايز قوصرة بن مدينة إدلب السورية في كتاب الرحالة أن مدينة أريحا كما عرفها ياقوت الحموي المتوفى عام ٦٢٦ ه /١٢٢٩ م قال (اما ريحا بغير الألف فهي بلدة من نواحي حلب أنزه بلاد الله وأطيبها ذات بساتين وأشجار مثمرة ) وهناك من كتبها بألف وهمزة أريحاء ، وقال البغدادي توفى ٧٣٩ هجري : أريحا مدينة الجبارين في الغور بينهما والمقصود بها أريحا فلسطين وليس ريحا حلب قال الشاعر جرير 
شياطين البلاد يخفن داري وحية اريحاء لي استجابا
ومازال عامة اهلها يلفظونها ريحا ، بينما الكتابات أريحا..وهي بلدة موغلة في القدم حيث ذكر الغزي أنها كلدانية تعود الألف الأولى قبل الميلاد لكنني أرجح أنها أقدم حيث جرت على أراضيها والى الغرب منها معارك مع فرعون مصر تحتمس الثالث (١٤٩٠ -١٤٣٦) ق .م ..يشهد على ذلك تل أريحا الغربي الأثري حيث وجد فيه بعض الفخاريات القديمة

## حكام أريحا وأمراءها
يتم الآن المراجعة وسيتم تنزيل البحث لاحقا

## أريحا الأزهر الصغير
عرفت المدينة في القرن العشرين بالأزهر الصغير لما وعته من عباد وعلماء كثر حيث أن عامة اهلها من أهل السنة والجماعة ولم تتداخل بينهم الملل والفرق وكان أغلبهم على المنهج الصوفي ورغم أن حياتهم كانت بسيطة وذات طابع سهل ويخيم على اغلبيتهم الفقر، الا أنهم كانوا يجتمعون في المساجد والجوامع على دروس العلم والفقه الشافعي.
برز فيها علماء كثيرون في العهد المملوكي والعثماني وسعى إليها كبار القضاة ففي عام ٧٨٥ هجرية /١٣٨٣ م رغب القاضي شرف الدين بن أبي مسعود الشافعي واصله من قرية دير حشان من حلقة سرمدا ناحية الدانا، إلى قاضي القضاة في حلب لكي يوليه القضاء في ريحا فامتنع الاخير عن ذلك فذهب للقاهرة يسعى لذلك ، فأشار كمال الدين بن العديم عليه بالاعتراض عن قصده وان يسعى بقضاء حلب وكان قد تولي قضاء ريحا من عمل قنسرين اسماعيل بن الحسين بن الزير تاح المولود في ٧٩٠/ ١٣٨٨م ، وفي الوثائق العثمانية تشير إلى أن السلطان العثماني كان مهتم بها ويرسل الأمر السلطاني تلو الآخر للاهتمام باهلها وعدم ارهاقهم بالضرائب. والسبب وجود أصحاب النسب الشريف والسادات الكرام حيث يجب احترامهم بموجب إحدى الوثائق عام ١١٤٨ ه/ ١٧٣٥ م الذي مضمونه بمنع وضع الإشارة الخضراء لغير المنتسبين للسلالة النبوية في ريحا .
من الناحية الاقتصادية فقد كانت ريحا مقاطعة لتاج الدين جلبي وأخوه حسن جلبي ولدا يوسف بك الشهير بابن سلطان أمير بالس ، .وقد نسب اليها بعض المؤلفين في العلوم العربية اشهرهم: منصور بن محمد الريحاوي من أبناء القرن الحادي عشر الهجري/ السابع عشر ميلادي وعبد الرحمن الاريحاوي الحلبي مؤلف (الدرة الدرية في العوامل النحوية ) و( منجاة الراغب وبغية الطلب ) كما أن هناك كتابا صدر في استنبول مؤخرا لأحد علماءها محمد بن سليمان الحلبي الريحاوي متوفي ١٢٢٨ ه/ واسمه (نخبة اللآلي لشرح الامالي) تاريخ اصداره ١٩٨٣ .
مساجد أريحا:
الجامع الكبير ، جامع التكية ، جامع الفتح ، جامع سالم ، الجامع الغربي ، جامع الشيباني، مسجد حج قاسم ، مسجد الكنصفراوي، مسجد عثمان ، مسجد الصديق ، مسجد الفاروق
ولبعض هذه المساجد أهمية تاريخية فمنها ماكان كنيسة وحول إلى جامع (الجامع الكبير) الذي يعود للعهد المملوكي وقد تبين من خلال عمارته له بابان شمالي وشرقي وفي بابه الشرقي زخرفة جميلة بقوسه المحني واما مئذنته المربعة المزينة بالنقوش الحجرية فقد جددت عمارتها أكثر من مرة .
وما أجمل اروقته ذات الأعمدة المغطاة ببروز ناتئ لتصبح زخارف وملاحظ في كتاباتها الخط الكوفي التربيعي ومنها زمن المماليك كجامع التكية الذي عرف منذ القديم بذاك الإسم
الشيخ الشيباني من حماة دفين زاويته شافعي .احمد بن محمد القادري من ذرية الجيلاني تولى خلافة السادة القادرية بعد أخيه عبد الله وحظي بالكلمة النافذة وإقبال الوزراء والأمراء والقضاة والعلماء..احبه مفتى أريحا محمد افندي وأراد تقديم هدية له لكن الشيخ غضب ورد الهدية ومن اقواله: انا ما اهادي الحكام الا لأجل الفقراء ومصالحهم توفي سنة ١٠٣٠ هجرية ، واما جامع محمد فيروي فقديم وفي باحته ضريح واما مزار الشيخ يوسف غربي أريحا سابقا الذي أصبح مكانه حديقة تتوسط البلدة الان ينتسب إلى العاريين (آل العاري) وهو من أهل البلدة واما مزار الشيخ قاصف فيطلق عليه قصيف شرق المجمع الحكومي قريب من مقام النبي يهودا ولم يبق من الزوايا الان الا زاويه الكيالي وزاوية سخيطة وزاوية التكية حيث دثرت وشيد مكانها جامع التكية ومقام الاربعين
وفي القرن العشرين برز فيها علماء وعباد ؛
علماء أريحا : الشيخ مواهب الباشا ، الشيخ نجيب سالم ، الشيخ محمد صديق البس، الشيخ عبد الحميد صلوح ، الأستاذ أحمد الجسري، الأستاذ مواهب الشعار ، وغيرهم
والعباد منهم : محمد حج قاسم قويضي، محمود الأنطح، عبدو سيف ، محمود حبوش ، وغيرهم
وقد عرف عن البلدة أنها أنجبت الشيخ أحمد بربور منشدها الأول الذي عرف بصوته الندي وكلماته المسموعة في أيام الثمانينيات من القرن الماضي حيث اشتهر بفنه العزب الذي يوازي فيه عباقرة الإنشاد المصري وغيرهم